# Rebecca Pan
Rebecca Pan Di-hua, no original 潘迪華 e 潘迪华,  também conhecida como Poon Tik-wah e Pan Wan Ching (Xangai, 29 de dezembro de 1931) é uma cantora e actriz chinesa.
Rebecca Pan mudou-se para Hong Kong em 1949, e começou a sua carreira como cantora em 1957. Uma das suas canções, que gravou aos 18 anos, aparece brevemente em In the Mood for Love — a versão inglesa de uma música do folclore indonésio, "Bengawan Solo".
Algumas das suas canções foram recuperadas em 2006 como parte da banda sonora do filme Cut Sleeve Boys.

## Discografia
- Oriental Pearls, Diamond Records LP1006. Gravada com a Diamond Studio Orchestra conduzida por Vic Christobal cerca de 1961.

## Filmografia
- Chinese Odyssey 2002 (2002) - Rainha mãe
- In the Mood for Love (2000) - Mrs. Suen
- Flowers of Shanghai (1998) - Huang
- Days of Being Wild (1991) (como Tik-Wa Poon) - Rebecca
- The Greatest Lover (1988) - Mãe de Fiona